# جامعة بلفيو

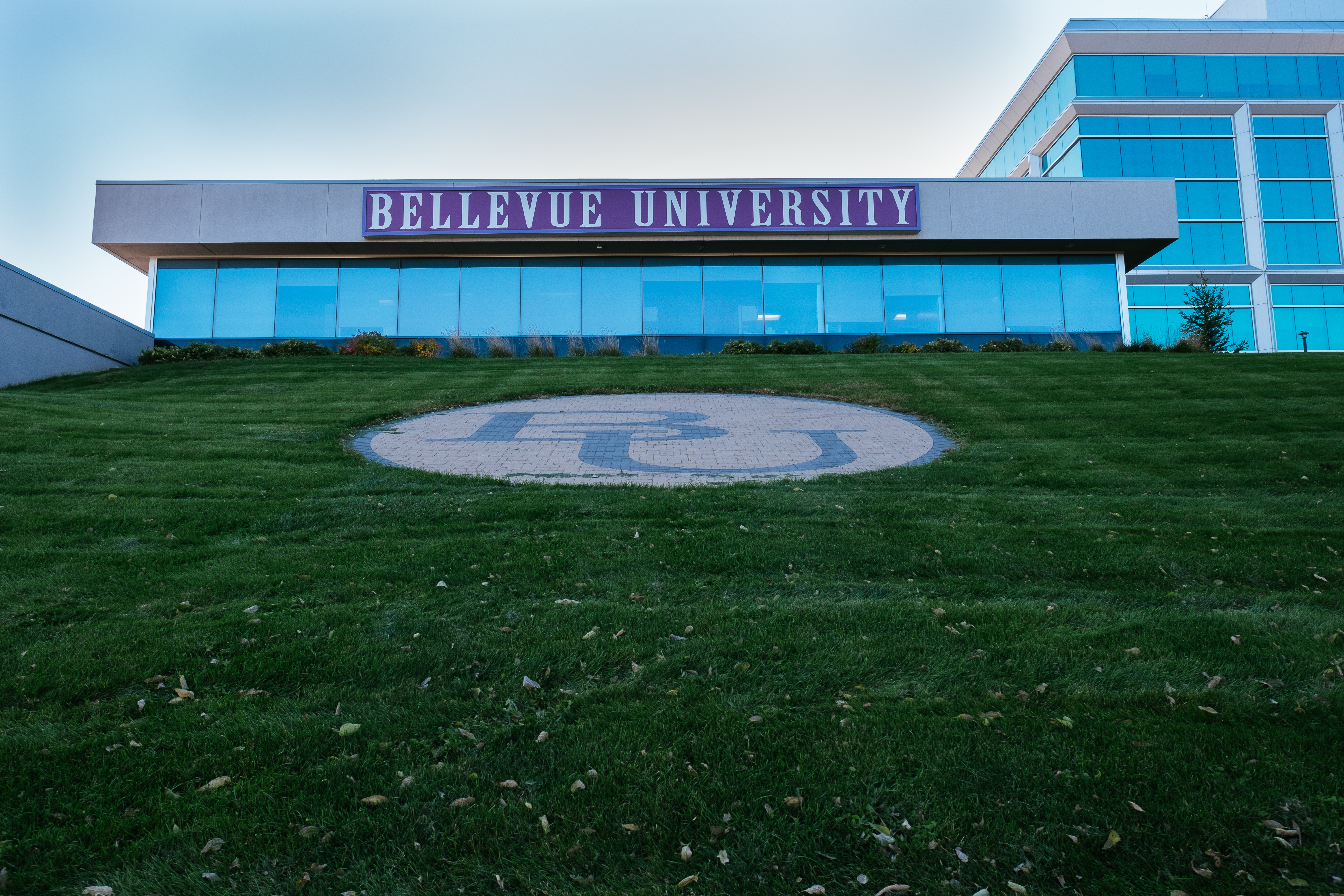

جامعة بلفيو [[إنج|Bellevue University]] هي جامعة خاصة غير ربحية في بلفيو، نبراسكا. افتتحت عام 1966م، ومنذ البداية ركزت على توفير تعليم الكبار والتوعية التعليمية. اعتبارا من عام 2011م كان 80٪ من الطلاب الجامعيين في سن 25 وما فوق. تضم الجامعة أكثر من 10000 طالب مسجلين في مجموعة متنوعة من برامج الدراسات العليا والجامعية.

## التاريخ

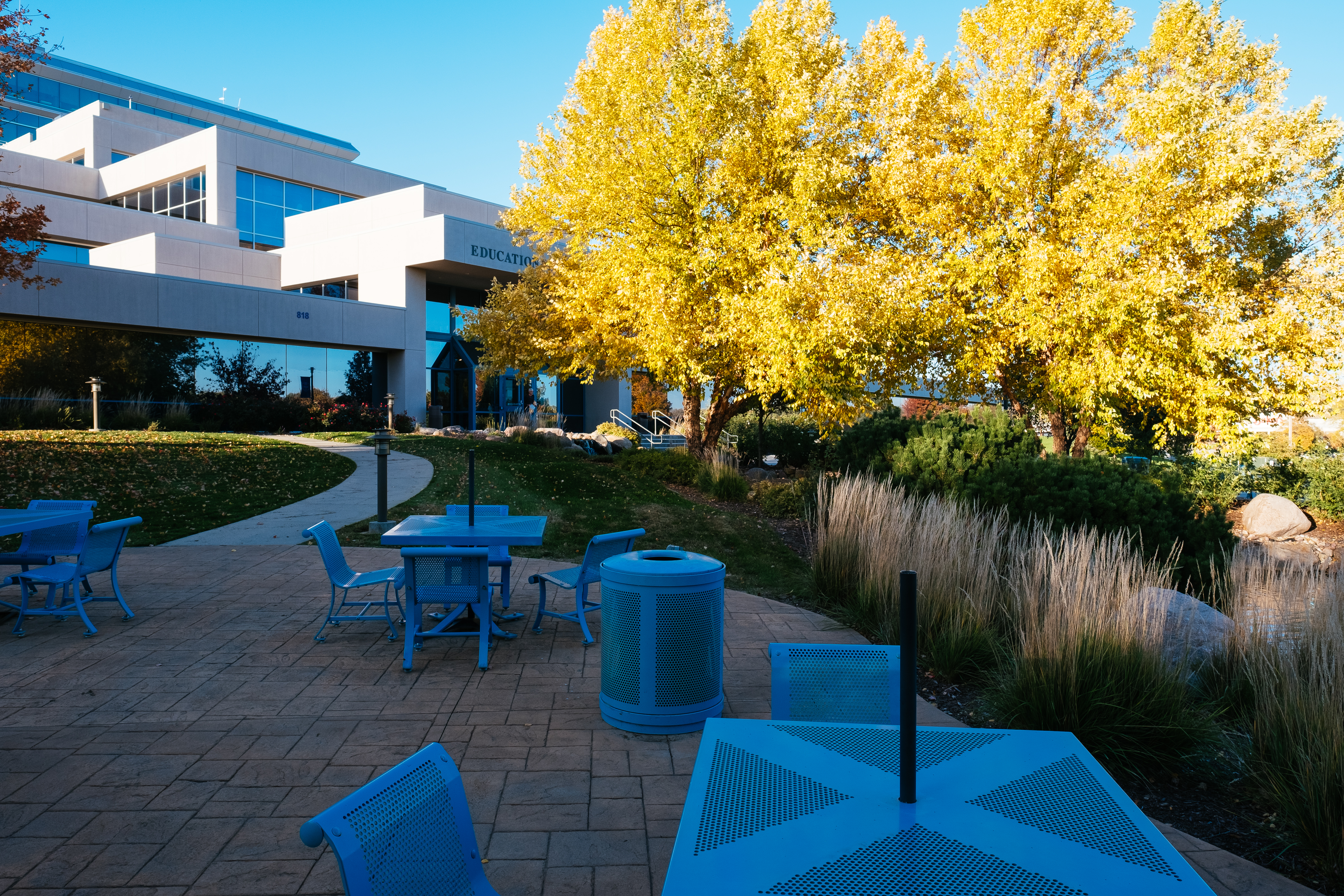
مبنى الخدمات التعليمية

افتتحت الجامعة عام 1966م باسم كلية بلفيو، تهدف إلى توفير التعليم للكبار العاملين في المنطقة. بحلول عام 1974م أصبحت رابع أكبر كلية خاصة في ولاية نبراسكا، وأضافت صالة للألعاب الرياضية ومركزًا للطلاب ومكتبة.  في عام 1977م حصلت على الاعتماد الكامل من الرابطة الشمالية المركزية للكليات والمدارس الثانوية. في منتصف ثمانينيات القرن العشرين أدت المنافسة المتزايدة من الكليات الأخرى في المنطقة - والتي بدأت أيضًا في تقديم الطعام للطلاب البالغين العاملين - إلى خلق مشاكل مالية أدت إلى إغلاق الكلية تقريبًا. ومع ذلك، في ظل رئيسها الثالث جون مولر - الذي تولى منصبه عام 1985م - إلى أن عادت الكلية مجددا، ونجحت وبدأت في التوسع.
في عام 1987م بدأت الكلية في تقديم برنامج تسريع درجة البكالوريوس، وبدأت عام 1990م أول برنامج لدرجة الماجستير. في عام 1994 أصبحت كلية بلفيو جامعة بلفيو.

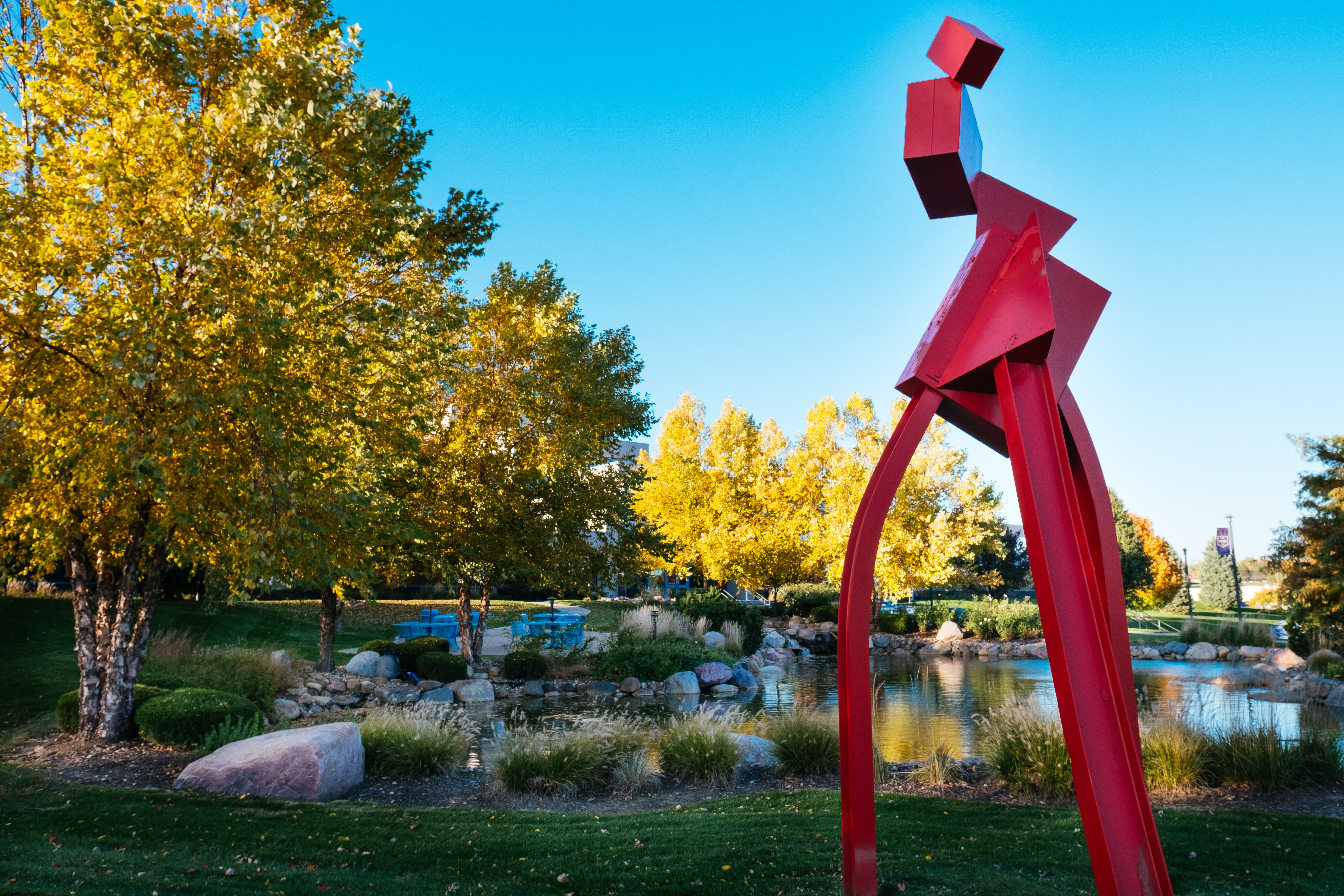

## الحرم الجامعي
يقع الحرم الجامعي الرئيسي للجامعة في بلفيو، نبراسكا. شهدت أواخر التسعينيات وأوائل العقد الأول من القرن العشرين توسعة الحرم الجامعي بافتتاح مركز لوزيير للمحترفين في غرب أوماها ومركز رايلي للتكنولوجيا في الحرم الجامعي الرئيسي ومركز ليكسايد. جددت المكتبة ومركز العلوم الإنسانية والمركز الرياضي ومركز الطلاب، وذلك على مساحة تبلغ 72,000 قدم مربع (6,700 م2)، أنشئ مبنى الخدمات التعليمية لاستضافة الفصول الدراسية والمكاتب وإضفاء مساحات اواسعة للكلية. 

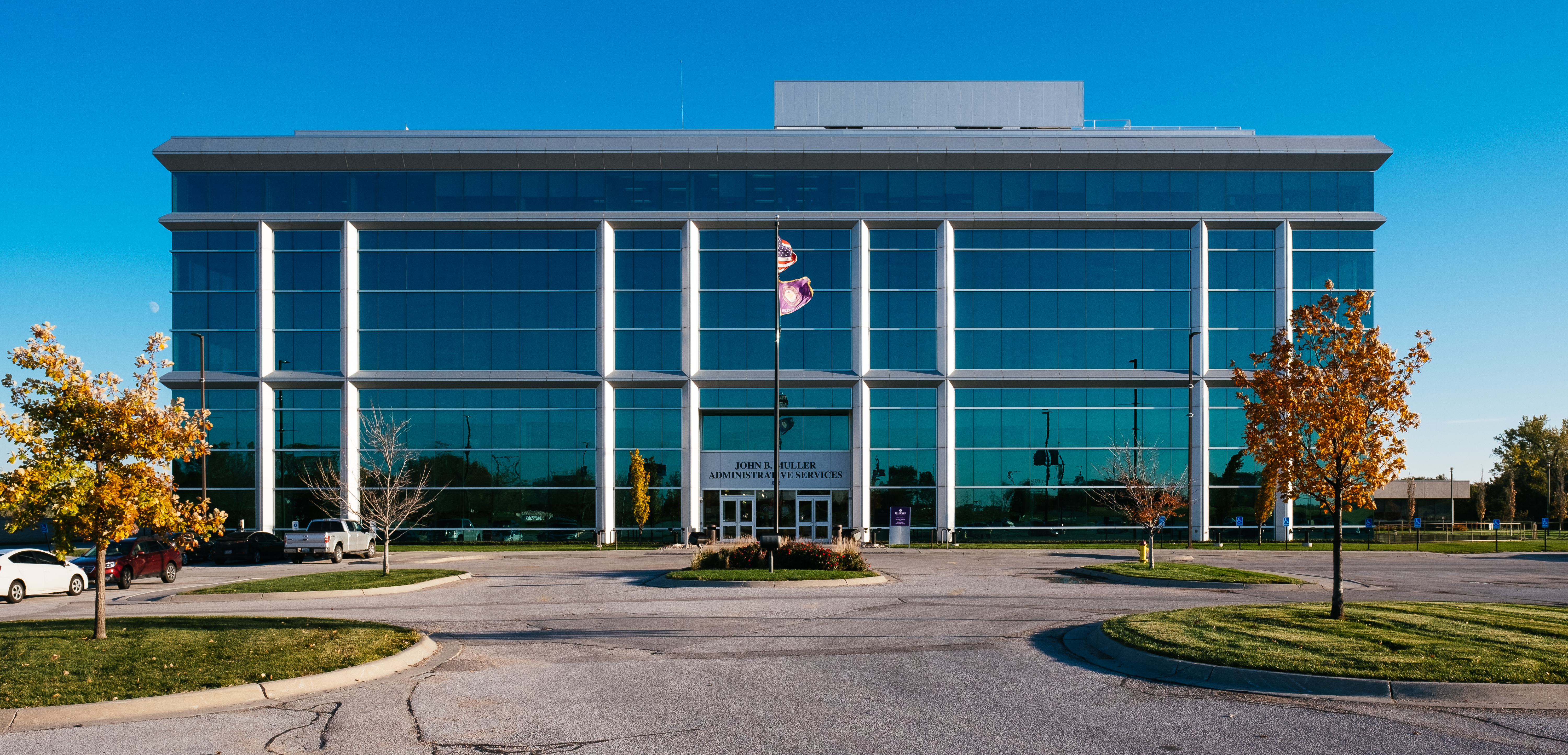
مبنى جون ب. مولر للخدمات الإدارية

## الرؤساء
الدكتورة ماري هوكينز هي رابع رئيس لجامعة بلفيو.
| رئيس                  | فترة                   |
| --------------------- | ---------------------- |
| الدكتور سام سولينبرجر | 1966م - 1968م          |
| ريتشارد وينشل         | 1968م - 1985م          |
| الدكتور جون مولر      | 1985م - 2009م          |
| الدكتورة ماري هوكينز  | 2009م إلى الوقت الحاضر |

## الملف الأكاديمي
تضم الجامعة الآن أكثر من 10000 طالب والعديد من برامج البكالوريوس والدراسات العليا.  هناك برامج تسرع تقدم في الفصل وعلى الإنترنت. تقدم المدرسة العديد من برامج درجة البكالوريوس والماجستير، ودكتوراه في إدارة الأعمال، ودكتوراه في إدارة رأس المال البشري.  شهادات البكالوريوس في جامعة بلفيو عبر الإنترنت من بين العشرة الأوائل في البلاد، وفقًا لتقرير يو إس نيوز أند وورلد ريبورت .
تم اعتماد الجامعة إقليميا من قبل لجنة التعليم العالي (HLC) التابعة لرابطة الشمال المركزية للكليات والمدارس (NCA). تم اعتماد شهادات الأعمال في جامعة Bellevue من قبل الجمعية الدولية لتعليم إدارة الأعمال الجماعية . تقدم الجامعة أيضًا درجة الماجستير في الإرشاد السريري المعتمدة من قبل مستشار اعتماد البرامج الإرشادية والبرامج التعليمية ذات الصلة (CACREP) 

## الحياة الطلابية

### الألعاب الرياضية
تعد فرق الجامعة - الملقب رياضيًا باسم برنيس - جزءًا من الجمعية الوطنية لألعاب القوى بين الكليات، والتي تتنافس بشكل أساسي في رابطة نجم الشمال الرياضية (منذ 2015م)، في ومؤتمر ميديلانز الجامعي الرياضي حتى عام 2015م. تشمل الرياضات الرجالية البيسبول وكرة السلة والكروس والغولف وكرة القدم، في حين تشمل الرياضات النسائية الكرة اللينة والكرة الطائرة وكرة السلة والكروس الريفي والجولف وكرة القدم. يوجد في جامعة بلفيو فريق إي سبورتس مساعد. 
فاز فريق البيسبول للرجال في بلفيو بسلسلة (نينا) بيسبول وورلد سيريس، وذلك عام 1995م. في عام 2011م أضافت الجامعة فرق الغولف للرجال والسيدات. في عام 2016م بدأت الجامعة أول برنامج لكرة السلة للسيدات على الإطلاق من 15 إلى 16 عامًا ومن 7 إلى 9 في ساحة المؤتمرات. في عام 2017م أضافت فرق الرجال والنساء عبر البلاد وفريق إي سبورت المختلط. 

## مشاهير
- تي جيه جون، لاعب البيسبول الرئيسي في الدوري
- شون هوبوود، محامي السجن السابق وكاتب قانون دائرة العاصمة؛ أستاذ في مركز جورج تاون للقانون
- آبي كورنيت، العضو السابق في الهيئة التشريعية في نبراسكا
- جود هـ. ليون، اللواء في جيش الولايات المتحدة، مساعد قائد الحرس الوطني في نبراسكا ونائب مدير الحرس الوطني في الجيش
- بو مكوي، العضو الحالي في الهيئة التشريعية في نبراسكا
- مايكل د. نافركال، عميد الحرس الوطني التابع للجيش
- جيمس ر. يونج، الرئيس السابق والمكتب التنفيذي ورئيس مجلس إدارة سكة اتحاد المحيط الهادئ
- أدري ميزونيت موراليس، نائب رئيس قسم التعلم والتطوير المؤسسي، في نورث كارولينا، رئيس قسم التعلم في العام [7]
- غيل ديبوير، الرئيس التنفيذي لاتحاد ائتمان الكوبالت [8]
- وليام فنسنت «بيل» بروكس، عضو مجلس الإدارة المؤسس لكلية بيلفيو، طيار مقاتل في الحرب العالمية الثانية [9]

## روابط خارجية
- الموقع الرسمي
- موقع بلفيو للألعاب الرياضية